# Victoria Pendergast
Victoria "Tori" Pendergast (25 de enero de 1991, Gosford, Nueva Gales del Sur) es una competidora australiana de lanzamiento de peso de atletismo F58 y esquiadora alpina adaptada clasificada LW12 .1. Cuando compitió en los Juegos Paralímpicos de Invierno de 2014 en Sochi, se convirtió en la primera esquiadora sentada de Australia en los Juegos Paralímpicos de Invierno. Compitió en dos eventos, terminando séptima en slalom sit-ski femenino y décima en slalom sit-ski femenino. También ganó una medalla de plata y una de bronce en slalom y super-G en la Copa de América del Norte de 2013, y una medalla de bronce en el slalom gigante en la Copa del Mundo IPC de 2013 en Thredbo .

## Biografía
Victoria "Tori" Pendergast nació en Gosford, Nueva Gales del Sur el 25 de enero de 1991. Ella tiene agenesia sacra, enfermedad que consiste en la ausencia de alguna de las vértebras sacras. Asistió a la escuela Loreto Normanhurst, y en 2013 se graduó con una licenciatura en negocios y marketing en la Universidad de Tecnología de Sydney. A principios de 2014, trabajaba como vendedora telefónica. Competía en lanzamiento de peso clasificada F58 y terminó octava en el Abierto de discapacidad de lanzamiento de peso femenino en el Campeonato de atletismo escolar de 2004.

## Esquí

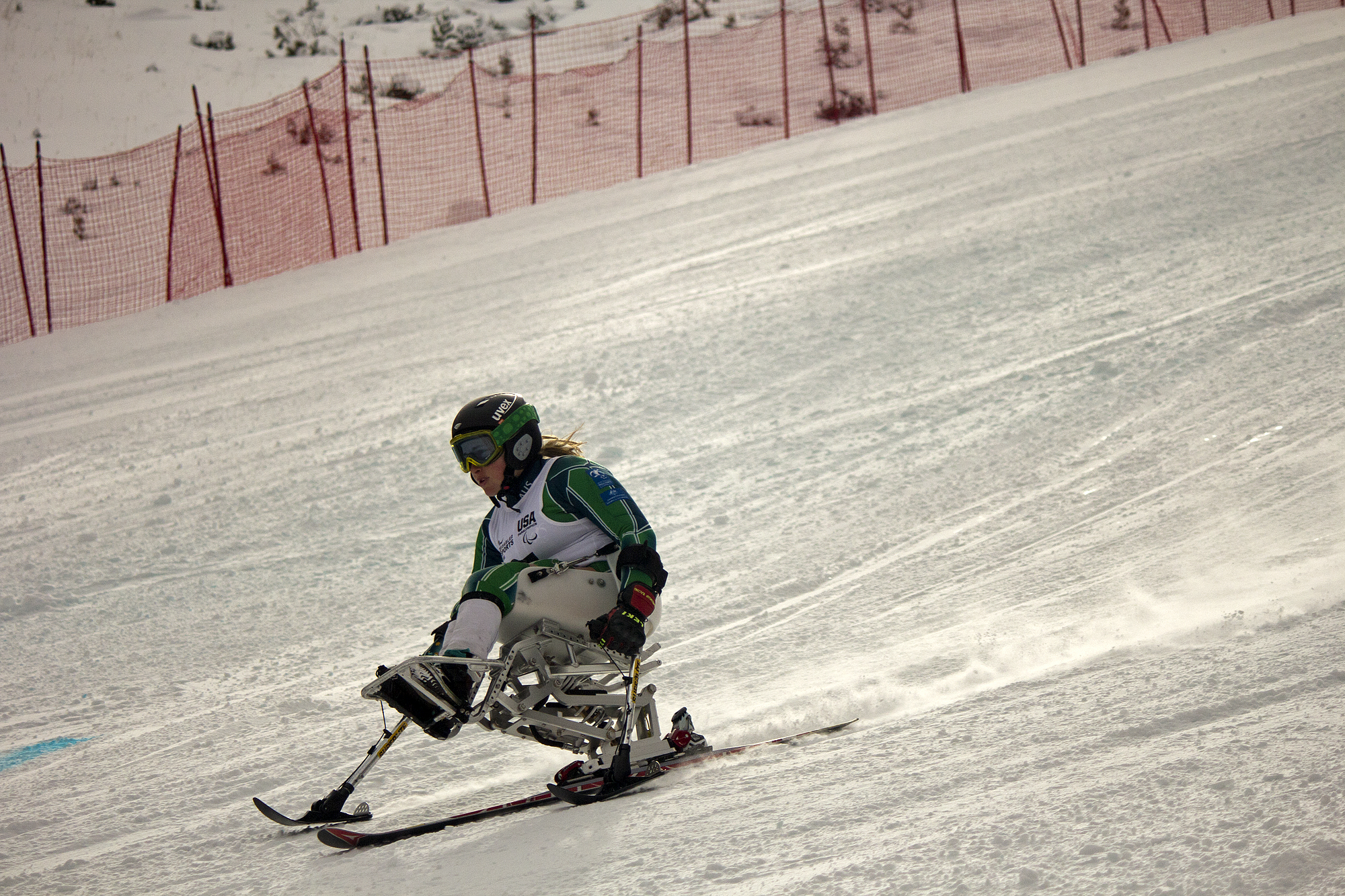
Victoria Pendergast compitiendo en el Super G durante el segundo día de la Copa IPC Nor Am 2012 en Copper Mountain

Pendergast también es esquiadora clasificado LW12 .1, la clasificación para atletas "con buen equilibrio sentado... y doble pérdida de extremidades por encima de la rodilla". Los funcionarios de Disabled Winter Sports Australia la vieron en las pistas durante unas vacaciones familiares de esquí. Esto la llevó a participar en los programas de desarrollo de atletas dirigidos por Disabled Winter Sports Australia. Nacida sin la parte inferior de la columna vertebral, es apta para el esquí sentado y le gusta lanzarse montaña abajo a 80 kilómetros por hora (49,7 mph) en un trineo hecho a la medida.  Debutó internacionalmente en los Juegos de Invierno de Nueva Zelanda en 2010.
Durante la temporada de esquí de América del Norte 2010/2011, Pendergast se estableció en Avon, Colorado, y compitió en ocho carreras, donde ganó cuatro medallas de bronce y una medalla de plata, y terminó la temporada en el puesto 66. Esa temporada, también participó en un campamento de entrenamiento del equipo de desarrollo nacional de 2 meses de duración en Colorado. Como miembro del equipo de desarrollo de Australia, compitió en diciembre de 2012 en Copper Mountain, y en el Campeonato de Esquí Alpino Paralímpico de Japón de 2012 en el super-G sentado femenino.
Pendergast ganó una medalla de plata y bronce en slalom y super G en la Copa de América del Norte de 2013, y una medalla de bronce en slalom gigante en la Copa del Mundo IPC de 2013 en Thredbo . En febrero de 2014, ocupaba el puesto 12 en el mundo en descenso y slalom gigante, y el 13 en slalom y super-G.
En los Juegos Paralímpicos de Invierno de 2014 en Sochi, Pendergast se convirtió en la primera esquiadora alpina adaptada de Australia en los Juegos Paralímpicos de Invierno. Compitió en dos eventos, terminando séptima en el slalom sit-ski femenino y décima en el slalom sit-ski femenino.
Pendergast compitió en tres eventos de mujeres sentadas en el Campeonato Mundial de Esquí Alpino IPC 2015 en Panorama, Canadá. Terminó sexta en Slalom pero no terminó en Super-G ni en Slalom Gigante.
En los Juegos Paralímpicos de Invierno de 2018, sus segundos Juegos, terminó cuarta en descenso sentado femenino y octava en slalom gigante femenino.
En el Campeonato Mundial de Para Esquí Alpino de 2019 en Kranjska Gora, Eslovenia, compitió en dos eventos, pero no pudo terminar.
Anunció su retiro del esquí alpino en septiembre de 2020.